# Otov (přírodní rezervace)
Otov je přírodní rezervace v CHKO Šumava v okrese Český Krumlov. Nachází se v katastrálním území Jasánky asi tři kilometry západně od horské osady Svatý Tomáš v nadmořské výšce 800–868 metrů. Pojmenována byla po zaniklé vesnici Otov, která stávala západně od rezervace. Chráněné území s rozlohou 6,31 ha bylo vyhlášeno 15. srpna 2011. Důvodem jeho zřízení je ochrana horského smíšeného lesa a na něj vázaných společenstev živočichů a rostlin.
Vyskytují se zde např. plavuň pučivá (Lycopodium annotinum), jeřábek lesní (Tetrastes bonasia), datlík tříprstý (Picoides tridactylus), kos horský (Turdus torquatus), kulíšek nejmenší (Glaucidium passerinum) a sýc rousný. Byli zde pozorováni los evropský (Alces alces) a rys ostrovid (Lynx lynx).